# AEGON Classic 2014
AEGON Classic 2014 byl tenisový turnaj pořádaný jako součást ženského okruhu WTA Tour, který se hrál na otevřených travnatých dvorcích v Edgbaston Priory Clubu. Konal se mezi 9. až 15. červnem 2014 ve anglickém Birminghamu jako 33. ročník turnaje.
Turnaj s rozpočtem 710 000 dolarů patřil poprvé do kategorie WTA Premier Tournaments, když postoupil z nižší úrovně WTA International Tournaments. To se projevilo i v navýšení celkové dotace o téměř půl miliónu dolarů.
Nejvýše nasazenou hráčkou ve dvouhře se stala světová jedenáctka Ana Ivanovićová ze Srbska, která potvrdila úlohu favoritky. Singlovou soutěž vyhrála, když ve finále zdolala překvapení turnaje Barboru Záhlavovou-Strýcovou.

## Ženská dvouhra

### Nasazení
| Stát                            | Hráčka               | WTA1) | Nasazení |
| ------------------------------- | -------------------- | ----- | -------- |
| Srbsko                          | Ana Ivanovićová      | 12.   | 1.       |
| Austrálie                       | Samantha Stosurová   | 18.   | 2.       |
| Spojené státy                   | Sloane Stephensová   | 19.   | 3.       |
| Belgie                          | Kirsten Flipkensová  | 22.   | 4.       |
| Česko                           | Lucie Šafářová       | 24.   | 5.       |
| Česko                           | Klára Koukalová      | 30.   | 6.       |
| Slovensko                       | Daniela Hantuchová   | 31.   | 7.       |
| Slovensko                       | Magdaléna Rybáriková | 34.   | 8.       |
| Čína                            | Čang Šuaj            | 36.   | 9.       |
| Srbsko                          | Bojana Jovanovská    | 37.   | 10.      |
| Spojené státy                   | Madison Keysová      | 40.   | 11.      |
| Portoriko                       | Mónica Puigová       | 41.   | 12.      |
| Francie                         | Caroline Garciaová   | 43.   | 13.      |
| Japonsko                        | Kurumi Narová        | 44.   | 14.      |
| Spojené státy                   | Alison Riskeová      | 45.   | 15.      |
| Austrálie                       | Casey Dellacquová    | 48.   | 16.      |
| Žebříček WTA k 26. květnu 2014. |                      |       |          |

### Jiné formy účasti
Následující hráčky obdržely divokou kartu do hlavní soutěže:
- Naomi Broadyová
- Johanna Kontaová
- Heather Watsonová

Následující hráčky postoupily z kvalifikace:
- Eleni Daniilidou
- Katy Dunneová
- Victoria Duvalová
- Irina Falconiová
- Ljudmyla Kičenoková
- Nadija Kičenoková
- Tamira Paszeková
- Aleksandra Wozniaková
  -  Tímea Babosová – jako šťastná poražená

### Odhlášení
před zahájením turnaje
- Eugenie Bouchardová
- Sorana Cîrsteaová
- Irina Falconiová
- Karin Knappová
- Sabine Lisická (poranění zápěstí)
- Yvonne Meusburgerová
- Ajumi Moritová (poranění zad)
- Cvetana Pironkovová

### Skrečování
- Katy Dunneová (poranění kyčle)[1]

## Ženská čtyřhra

### Nasazení
| Stát                                                                        | Hráčka                  | Stát          | Hráčka                | WTA1) | Nasazení |
| --------------------------------------------------------------------------- | ----------------------- | ------------- | --------------------- | ----- | -------- |
| Zimbabwe                                                                    | Cara Blacková           | Indie         | Sania Mirzaová        | 18.   | 1.       |
| Austrálie                                                                   | Ashleigh Bartyová       | Austrálie     | Casey Dellacquová     | 29.   | 2.       |
| Spojené státy                                                               | Raquel Kopsová-Jonesová | Spojené státy | Abigail Spearsová     | 32.   | 3.       |
| Rusko                                                                       | Alla Kudrjavcevová      | Austrálie     | Anastasia Rodionovová | 40.   | 4.       |
| Žebříček WTA k 26. květnu 2014; číslo je součtem umístění obou členek páru. |                         |               |                       |       |          |

### Jiné formy účasti
Následující pár obdržel divokou kartu do hlavní soutěže:
- Naomi Broadyová /  Heather Watsonová

## Přehled finále

### Ženská dvouhra
- Ana Ivanovićová vs.  Barbora Záhlavová-Strýcová, 6–3, 6–2

### Ženská čtyřhra
- Raquel Kopsová-Jonesová /  Abigail Spearsová vs.  Ashleigh Bartyová /  Casey Dellacquová, 7–6(7–1), 6–1